# Mourgliana vanharteni
Mourgliana vanharteni är en skalbaggsart som beskrevs av Gianfranco Sama 2006. Mourgliana vanharteni ingår i släktet Mourgliana och familjen långhorningar. Inga underarter finns listade i Catalogue of Life.